# 25e prix Lambda Literary

Le 25e prix Lambda Literary a eu lieu le 3 juin 2013, pour honorer les ouvrages publiés en 2012.

## Lauréats et finalistes
| Catégorie                           | Récompensé                                                                                    | Nommé |
| ----------------------------------- | --------------------------------------------------------------------------------------------- | --- |
| Bisexual Literature                 | Cheryl Burke, My Awesome Place: The Autobiography of Cheryl B John Irving, In One Person      | - Janet W. Hardy, Girlfag: A Life Told in Sex and Musicals - Richard Mason, History of a Pleasure Seeker - Scotty-Miguel Sandoe, Axel Hooley’s Death Watch List |
| Gay Erotica                         | Mykola Dementiuk, The Facialist                                                               | - Todd Gregory, ed. Raising Hell: Demonic Gay Erotica - Lukas Hand, Coming To: A Collection of Erotic and Other Epiphanies - William Holden, Secret Societies - Jerry L. Wheeler, Strawberries and Other Erotic Fruits |
| Gay Fiction                         | Benjamin Alire Sáenz, Everything Begins and Ends at the Kentucky Club                         | - Daniel Arsand, Lovers - John Boyne, The Absolutist - Trebor Healey, A Horse Named Sorrow - Kevin Killian, Spreadeagle - Richard Kramer, These Things Happen - Paul Lisicky, Unbuilt Projects - Michael Lowenthal, The Paternity Test - William Jack Sibley, Sighs Too Deep For Words - Barry Webster, The Lava in My Bones |
| Gay Memoir/Biography                | Cynthia Carr (en), Fire in the Belly: The Life and Times of David Wojnarowicz                 | - Charles Rowan Beye, My Husband and My Wives: A Gay Man’s Odyssey - Ron Padgett, ed., The Collected Writings of Joe Brainard - Reynolds Price, Midstream: An Unfinished Memoir - Kamal Al-Solaylee, Intolerable: A Memoir of Extremes - Mutsuo Takahashi (tr. Jeffrey Angles), Twelve Views from the Distance |
| Gay Mystery                         | Jeffrey Round, Lake on the Mountain                                                           | - Anthony Bidulka, Dos Equis - Steve Neil Johnson, The Yellow Canary - Janice Law, Fires of London - Rod Shelton, Bokassa’s Last Apostle |
| Gay Poetry                          | Stephen S. Mills, He Do the Gay Man in Different Voices                                       | - Richard Blanco, Looking for the Gulf Motel - Eduardo C. Corral, Slow Lightning - Patrick Donnelly, Nocturnes of the Brothel of Ruin - Aaron Smith, Appetite |
| Gay Romance                         | Jay Bell, Kamikaze Boys                                                                       | - Brad Boney, The Nothingness of Men - Barry Brennessel, The Celestial - William Masswa, Toughskins - J. H. Trumble, Don’t Let Me Go |
| Lesbian Erotica                     | D. L. King, The Harder She Comes: Butch/Femme Erotica                                         | - Ily Goyanes, ed., Girls Who Score: Hot Lesbian Erotica - Catt Kingsgrave, One Saved to the Sea |
| Lesbian Fiction                     | Thrity Umrigar, The World We Found                                                            | - Carol Anshaw, Carry the One - Ellis Avery, The Last Nude - Jesse Blackadder, The Raven’s Heart - Catherine Jones, Wonder Girls - B. K. Loren, Theft |
| Lesbian Memoir/Biography            | Jeanette Winterson, Why Be Happy When You Could Be Normal?                                    | - Alison Bechdel, Are You My Mother? - Lisa Cohen, All We Know: Three Lives - Judy Grahn, A Simple Revolution: The Making of an Activist Poet - Luisita Lopez Torregrosa, Before the Rain - Sarah Schulman, The Gentrification of the Mind: Witness to a Lost Imagination |
| Lesbian Mystery                     | J. M. Redmann, Ill Will                                                                       | - R. E. Bradshaw, Molly: House on Fire - Ellen Hart, Rest for the Wicked - C. P. Rowlands, Jacob’s War - Robin Silverman, Lemon Reef |
| Lesbian Poetry                      | Etel Adnan, Sea and Fog                                                                       | - Julia Bloch, Letters to Kelly Clarkson - Marty McConnell, wine for a shotgun - Eileen Myles, snowflake/different streets - Kathryn L. Pringle, fault tree |
| Lesbian Romance                     | Yolanda Wallace, Month of Sundays                                                             | - Lesley Davis, Dark Wings Descending - Trin Denise, She Left Me Breathless - Yvonne Heidt, Sometime Yesterday - Q. Kelly, Third - Anne Laughlin, Runaway - Lynette Mae, Tactical Pursuit - Chris Paynter, Survived by Her Longtime Companion - Ali Vali, Love Match - Kieran York, Appointment with a Smile |
| LGBT Anthology                      | Justin Hall, No Straight Lines: Four Decades of Queer Comics                                  | - Audrey Bilger et Michele Kort, Here Come the Brides!: Reflections on Lesbian Love and Marriage - Keith Boykin, For Colored Boys Who Have Considered Suicide When The Rainbow Is Still Not Enough - Mattilda Bernstein Sycamore, Why Are Faggots So Afraid of Faggots? Flaming Challenges to Masculinity, Objectification, and the Desire to Conform |
| LGBT Children's/Young Adult         | Benjamin Alire Sáenz, Aristotle and Dante Discover the Secrets of the Universe                | - S. Bear Bergman et Suzy Malik, The Adventure of Tulip, Birthday Wish Fairy - Kirstin Cronn-Mills, Beautiful Music for Ugly Children - Emily M. Danforth, The Miseducation of Cameron Post - Molly Beth Griffin, Silhouette of a Sparrow - Elissa Janine Hoole, Kiss the Morning Star - A.S. King, Ask the Passengers - E. M. Kokie, Personal Effects - David Levithan, Every Day - Malinda Lo, Adaptation |
| LGBT Debut Fiction                  | Mia McKenzie, The Summer We Got Free                                                          | - Lania Knight, Three Cubic Feet - Alex Leslie, People Who Disappear - E. J. Levy, Love, In Theory - Lydia Perovic, Incidental Music - Kristen Ringman, Makara - Carter Sickels, The Evening Hour - Lysley Tenorio, Monstress - Jeanne Thornton, The Dream of Doctor Bantam - William Sterling Walker, Desire: Tales of New Orleans |
| LGBT Drama                          | David Greenspan, The Myopia and Other Plays                                                   | - C. E. Gatchalian, Falling in Time - Jon Marans, A Strange and Separate People - A. Rey Pamatmat, Edith Can Shoot Things and Hit Them - A. Rey Pamatmat, Thunder Above, Deeps Below |
| LGBT Non-Fiction                    | Dale Carpenter, Flagrant Conduct: The Story of Lawrence v. Texas                              | - Christopher Bram, Eminent Outlaws: The Gay Writers Who Changed America - Stacy Braukman, Communists and Perverts under the Palms: The Johns Committee in Florida, 1956-1965 - T Cooper, Real Man Adventures - Michael G. Long, ed., I Must Resist: Bayard Rustin’s Life in Letters - Sarah Schulman, Israel/Palestine and the Queer International - Jeffrey Schwarz, Mark Thompson et Bo Young, Out Spoken: A Vito Russo Reader Reel One and Reel Two - Andrew Solomon, Far From the Tree: Parents, Children and the Search for Identity |
| LGBT Science Fiction/Fantasy/Horror | Tom Cardamone, Green Thumb                                                                    | - Sean Eads, The Survivors - Greg Herren et J.M. Redmann, Night Shadows: Queer Horror - H. B. Kurtzwilde, Chocolatiers of the High Winds - Brit Mandelo, Beyond Binary: Genderqueer and Sexually Fluid Speculative Fiction - Kelly Sinclair, In the Now - Connie Wilkins et Steve Berman, Heiresses of Russ 2012: the Year’s Best Lesbian Speculative Fiction |
| LGBT Studies                        | Ramón H. Rivera-Servera, Performing Queer Latinidad: Dance, Sexuality, Politics               | - Tracy Baim, Gay Press, Gay Power: The Growth of LGBT Community Newspapers in America - Bernadette C. Barton, Pray the Gay Away: The Extraordinary Lives of Bible Belt Gays - Ashley Currier, Out in Africa: LGBT Organizing in Namibia and South Africa - Ann Cvetkovich, Depression: A Public Feeling - David M. Halperin, How to Be Gay - Ernesto Javier Martínez, On Making Sense: Queer Race Narratives of Intelligibility - Brenna M. Munro, South Africa and the Dream of Love to Come: Queer Sexuality and the Struggle for Freedom - Louis-Georges Tin, The Invention of Heterosexual Culture - Sara Warner, Acts of Gaiety: LGBT Performance and the Politics of Pleasure |
| Transgender Fiction                 | Tom Léger et Riley MacLeod, eds., The Collection: Short Fiction from the Transgender Vanguard | - Rachel Gold, Being Emily - Roz Kaveney, Dialectic of the Flesh - Michael Quadland, Offspring - Rae Spoon, First Spring Grass Fire |
| Transgender Non-Fiction             | Anne Enke, Transfeminist Perspectives in and beyond Transgender and Gender Studies            | - Ryka Aoki, Seasonal Velocities - Dylan Edwards, Transposes - Matt Kailey, Teeny Weenies and Other Short Subjects |

## Prix spéciaux
| Catégorie                                           | Récompensé                       |
| --------------------------------------------------- | -------------------------------- |
| Bridge Builder Award                                | John Irving                      |
| Pioneer Award                                       | Cherrie Moraga                   |
| Trustee Award                                       | Augusten Burroughs               |
| Betty Berzon Emerging Writer Award                  | Carter Sickels, Sassafras Lowrey |
| Jim Duggins Outstanding Mid-Career Novelists' Prize | Trebor Healey, Nicola Griffith   |